# Chronologie de l'invasion de l'Ukraine par la Russie (février 2023)
Pour un article plus général, voir Invasion de l'Ukraine par la Russie.
Cet article fait partie de la chronologie de l'invasion de l'Ukraine par la Russie et présente une chronologie des événements clés de ce conflit durant le mois de février 2023.
Pour les événements précédents, voir Chronologie de l'invasion de l'Ukraine par la Russie (janvier 2023).
Pour les événements suivants, voir Chronologie de l'invasion de l'Ukraine par la Russie (mars 2023).

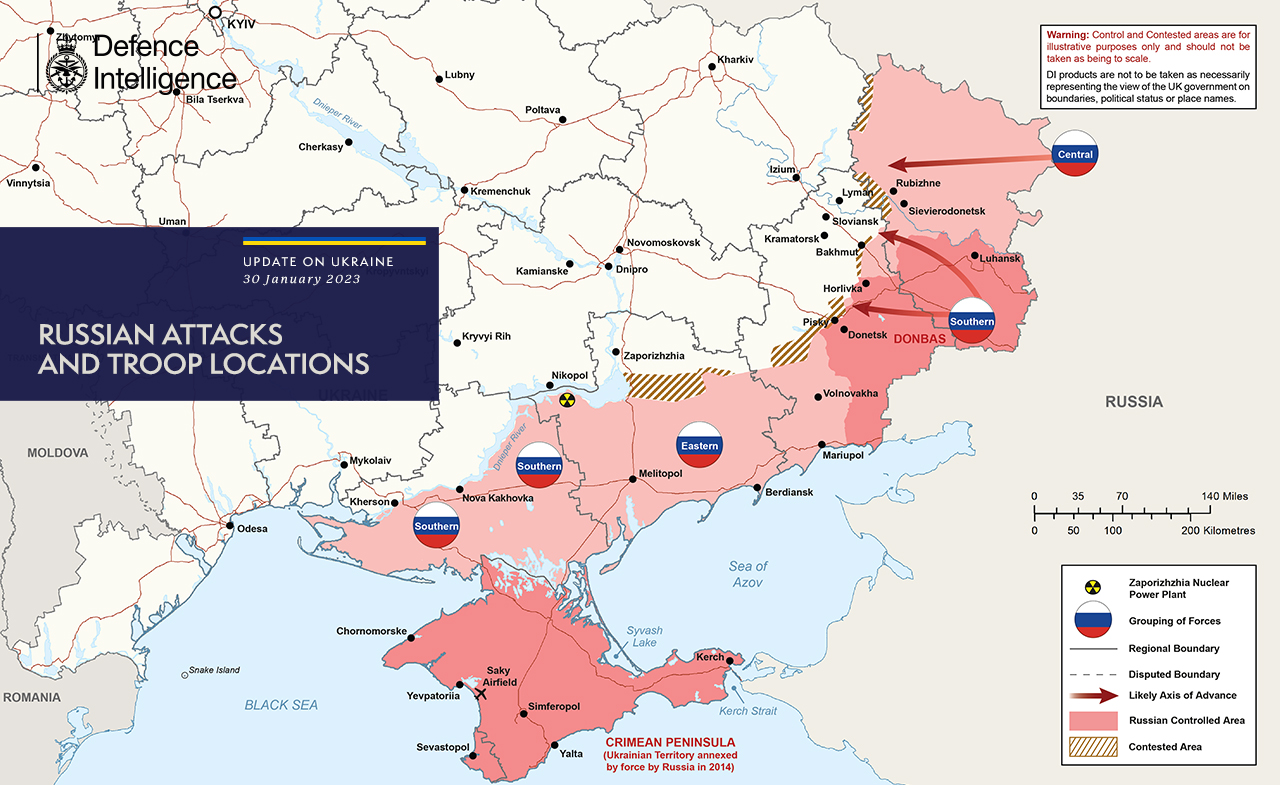
Situation fin janvier 2023
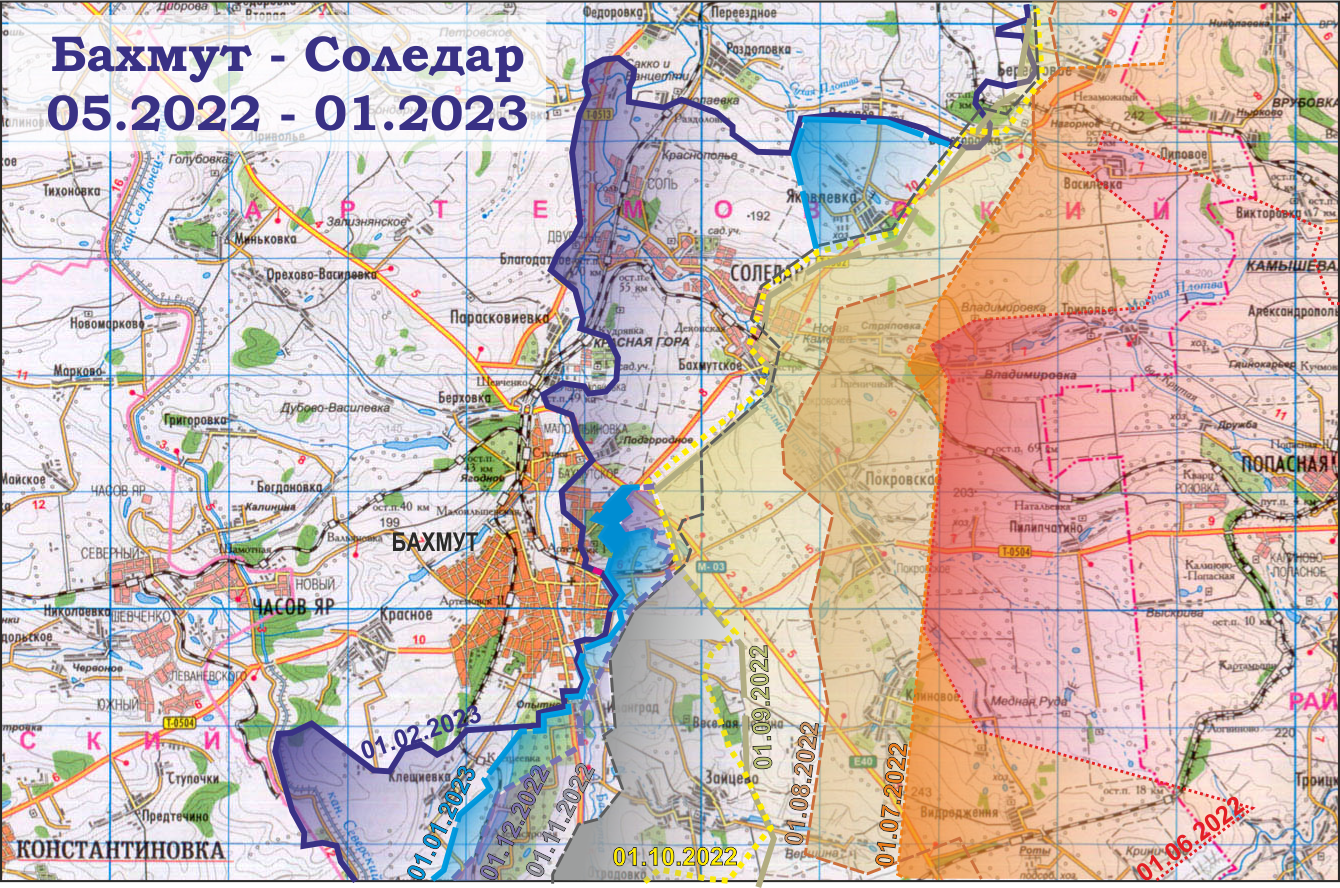
Avancée russe dans la région de Bakhmout-Soledar de mai 2022 à février 2023

## Chronologie des évènements

### 1erfévrier
Un tir de missile russe sur un immeuble d’habitation à Kramatorsk, oblast de Donetsk, fait 3 morts et 20 blessés.
L'armée russe, associée au groupe Wagner, intensifient les combats, pour prendre Bakhmout.
Selon le ministre de la Défense ukrainien « la Russie se prépare très sérieusement à l'offensive et à mobiliser 500 000 hommes. Elle se prépare à une escalade maximale et rassemble tout ce qu’elle peut, procède à des exercices et à des entraînements. Nous comprenons que tout est sur la table (…) Je peux dire que nous n'excluons aucun scénario dans les deux ou trois prochaines semaines »,  et pourrait attaquer le 24 février. ».

### 2 février
Les forces russes, associées au groupe paramilitaire Wagner, ont remporté quelques succès sur le champ de bataille autour de Bakhmout, oblast de Donetsk, qu’elles tentent de conquérir depuis l'été 2022.

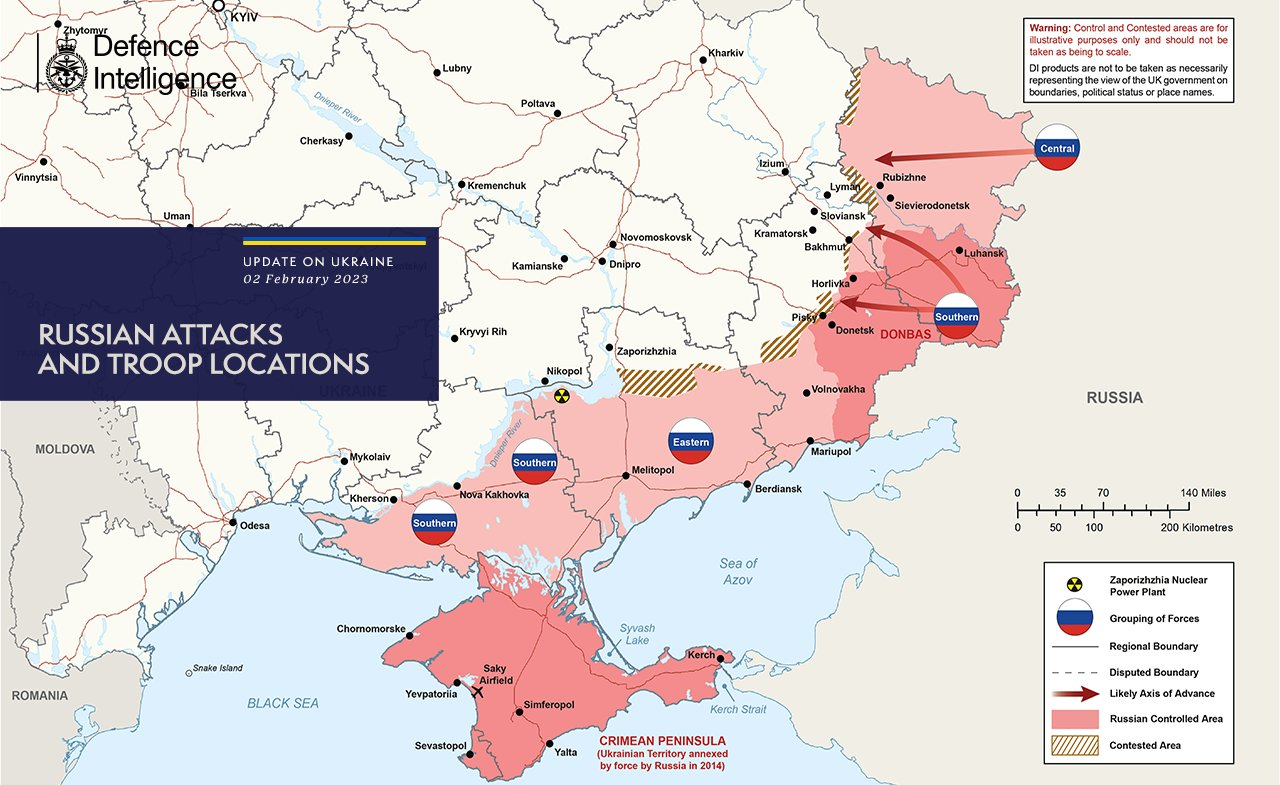
Situation au 2 février 2023

### 3 février
La France et l'Italie vont livrer un système de défense antiaérienne SAMP/T Mamba.

### 4 février
Des actions de sabotage par des commandos ukrainiens ont bien lieu derrière les lignes russes.

### 5 février
Les combats sont acharnés à Bakhmout, oblast de Donetsk.

### 6 février
D’après Vadym Skibitsky, chef adjoint du renseignement de défense ukrainien, « la Russie va mobiliser de 300 000 à 500 000 personnes afin de mener des opérations offensives dans le sud et l'est de l’Ukraine au printemps et à l'été 2023. »
Selon les quotidiens suisses Le Matin Dimanche et SonntagsZeitung (de), le patriarche Cyrille de Moscou travaillait pour le KGB dans les années 1970.

### 7 février
Le président ukrainien Volodymyr Zelensky a remercié l'Allemagne, les Pays-Bas et le Danemark pour leur soutien et l'annonce de l’envoi d’au moins 100 chars Leopard 1.
Le ministre de la défense russe, Sergueï Choïgou indique que « les combats évoluent avec succès dans les zones de Bakhmout et Vouhledar ».
Selon le renseignement britannique, « Les forces russes n'ont réussi à gagner que plusieurs centaines de mètres de territoire par semaine. C’est sans doute parce que la Russie manque désormais des munitions et des unités de manœuvre nécessaires pour mener à bien ses offensives consistant à conquérir les parties restantes de l'oblast de Donetsk détenues par l'Ukraine. Les commandants supérieurs élaborent des plans nécessitant des unités sous-équipées et inexpérimentées pour atteindre des objectifs irréalistes en raison de la pression politique. ».

### 8 février
Le Président Volodymyr Zelensky est arrivé au Royaume-Uni,.
Le président ukrainien est arrivé en France à bord d’un Airbus A321 du gouvernement britannique,.

### 9 février

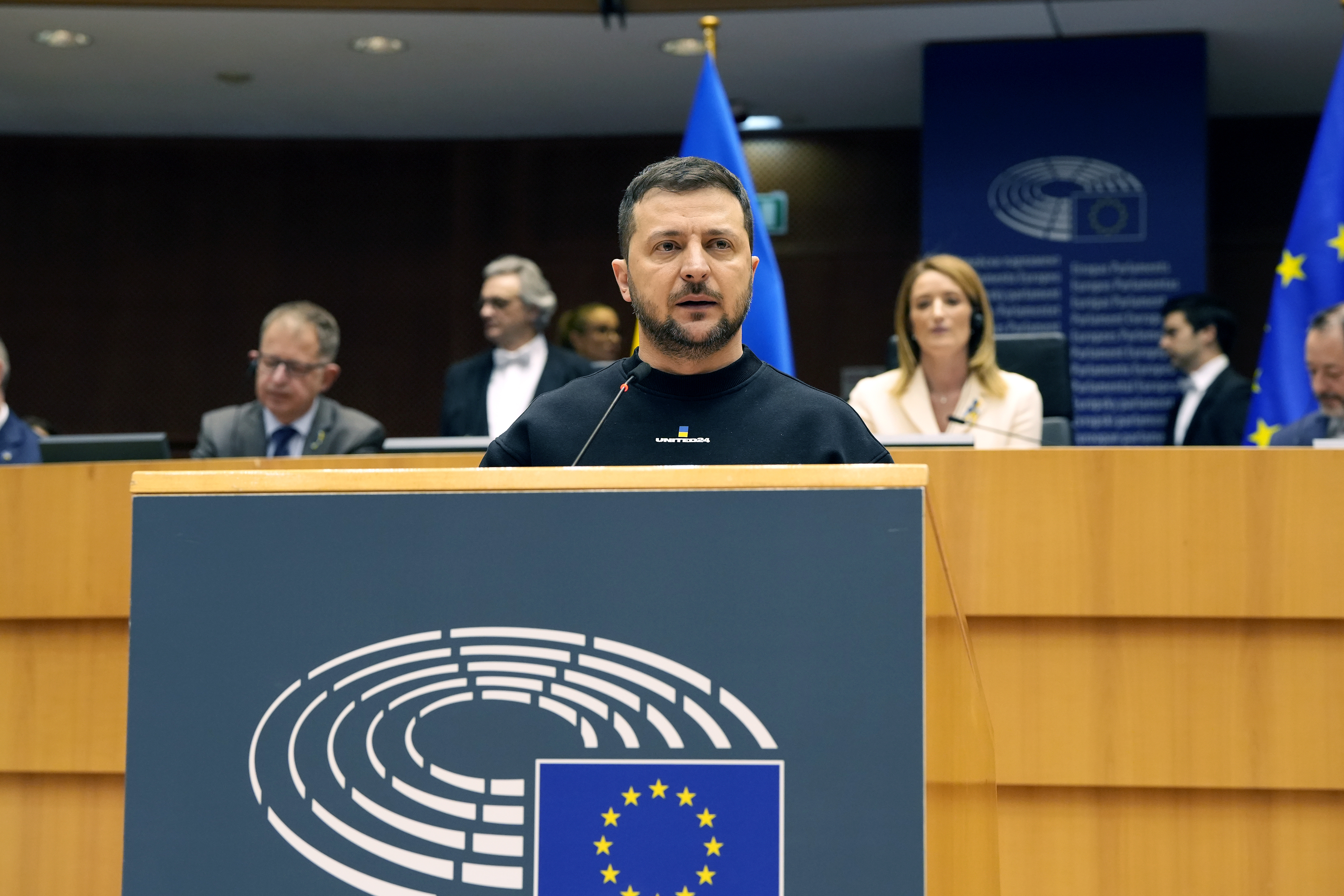
Discours du Président Zelensky au Parlement européen devant Roberta Metsola, Présidente du Parlement

Volodymyr Zelensky est l'invité d'honneur d'un sommet des Vingt-Sept à Bruxelles. Durant cette visite, le chef de l'État ukrainien affirme avoir « intercepté un plan de la destruction de la Moldavie, plan qui était entre les mains des services de renseignement russes. Ce plan montrait qui, quand et comment porter un coup fatal à la démocratie moldave ».
Le Service d'Information et de Sécurité (SIS) moldave « confirme avoir identifié des activités visant à affaiblir et déstabiliser la Moldavie ».

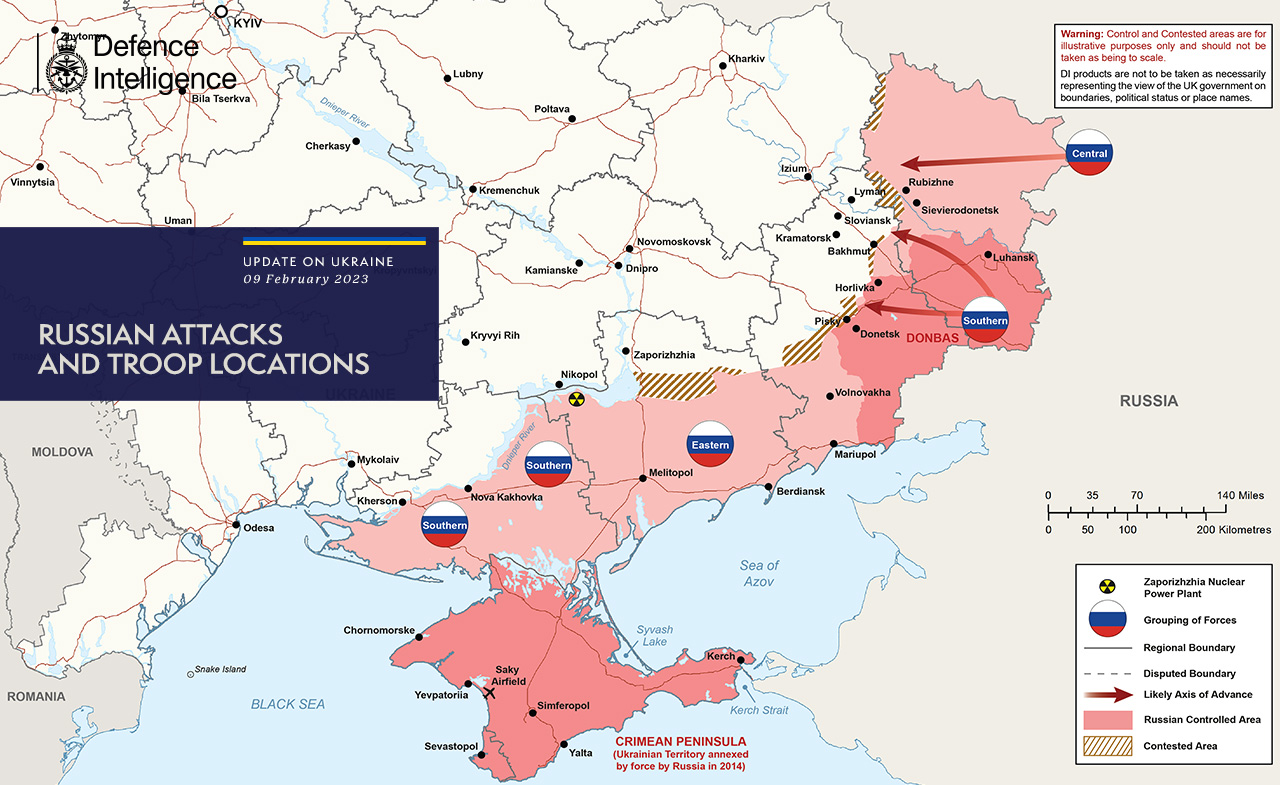
Situation au 9 février 2023

### 10 février
Volodymyr Zelensky a rencontré son homologue polonais Andrzej Duda à Rzeszow, en Pologne, avant de rentrer en Ukraine après sa tournée européenne.
L'armée Russe a mené dans la nuit des attaques contre plusieurs villes ukrainiennes en attaquant les infrastructures civiles essentielles (électricité, chauffage et eau) mais les attaques n'ont pas fait de victimes.

### 11 février
Le président Ukrainien Volodymyr Zelensky a affirmé que l'Ukraine doit rejoindre l'OTAN à la fin de la guerre en Ukraine et rejoindre l'UE dans les 2 prochaines années.

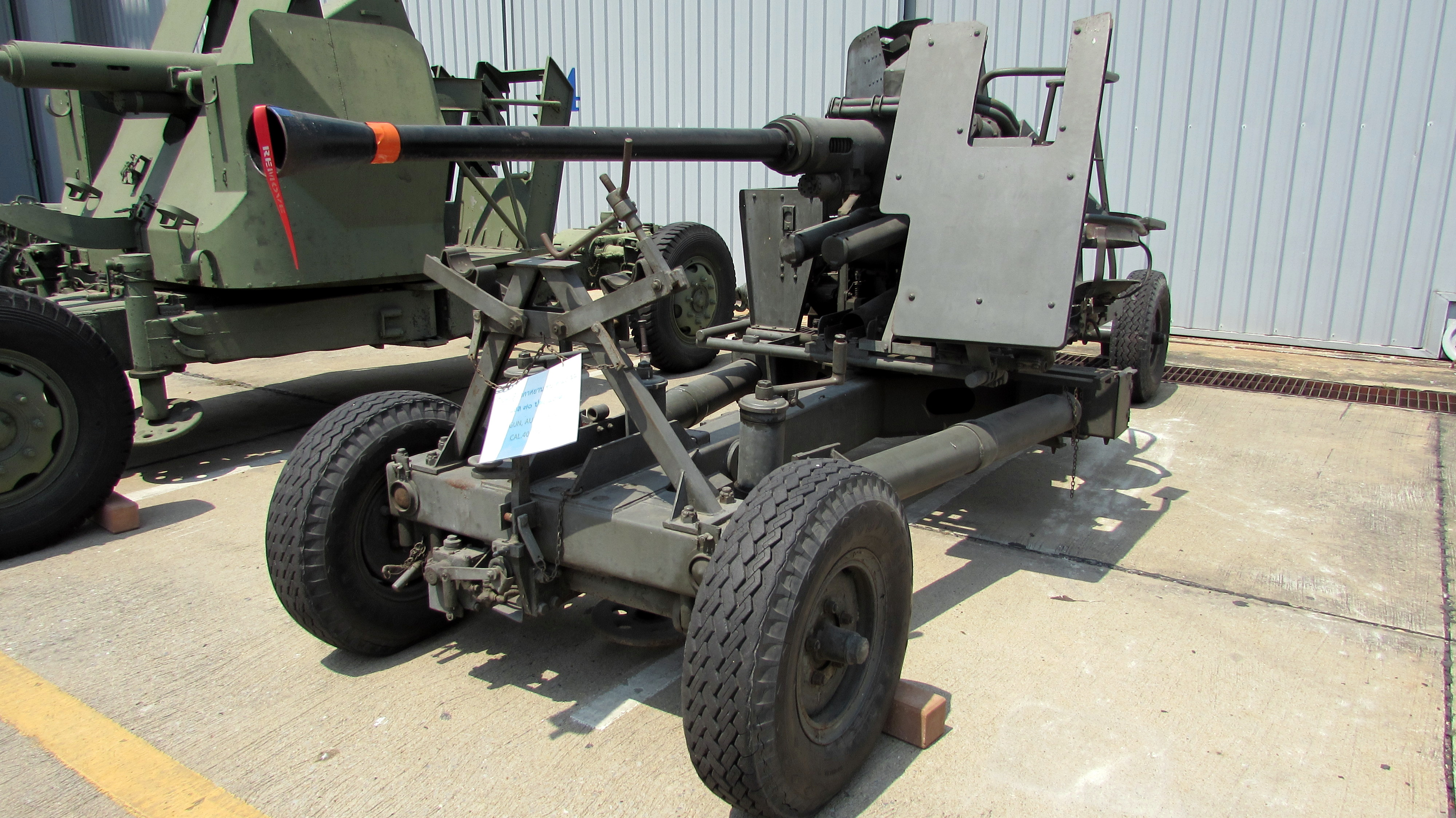
Canon L-70

Le Pentagone estime que l'armée russe a perdu la moitié de ses chars de combat depuis le début de l'offensive et que les capacités des forces terrestres russes se sont considérablement détériorées. Selon l’état-major général des forces armées ukrainiennes, l’armée russe a perdu 3 267 chars depuis le début de son offensive, le 24 février.
Un lot de canons antiaériens L-70 est arrivé en Ukraine, ils ont été fournis par la Lituanie qui en a promis 36 de ce type,.

### 12 février
L'armée ukrainienne revendique avoir tué 212 soldats russes et d'en avoir blessé 315 dans les combats près de Bakhmout, oblast de Donetsk.
Le Crédit suisse gèle 19 milliards de dollars d'avoirs russes à la demande de plusieurs états. 

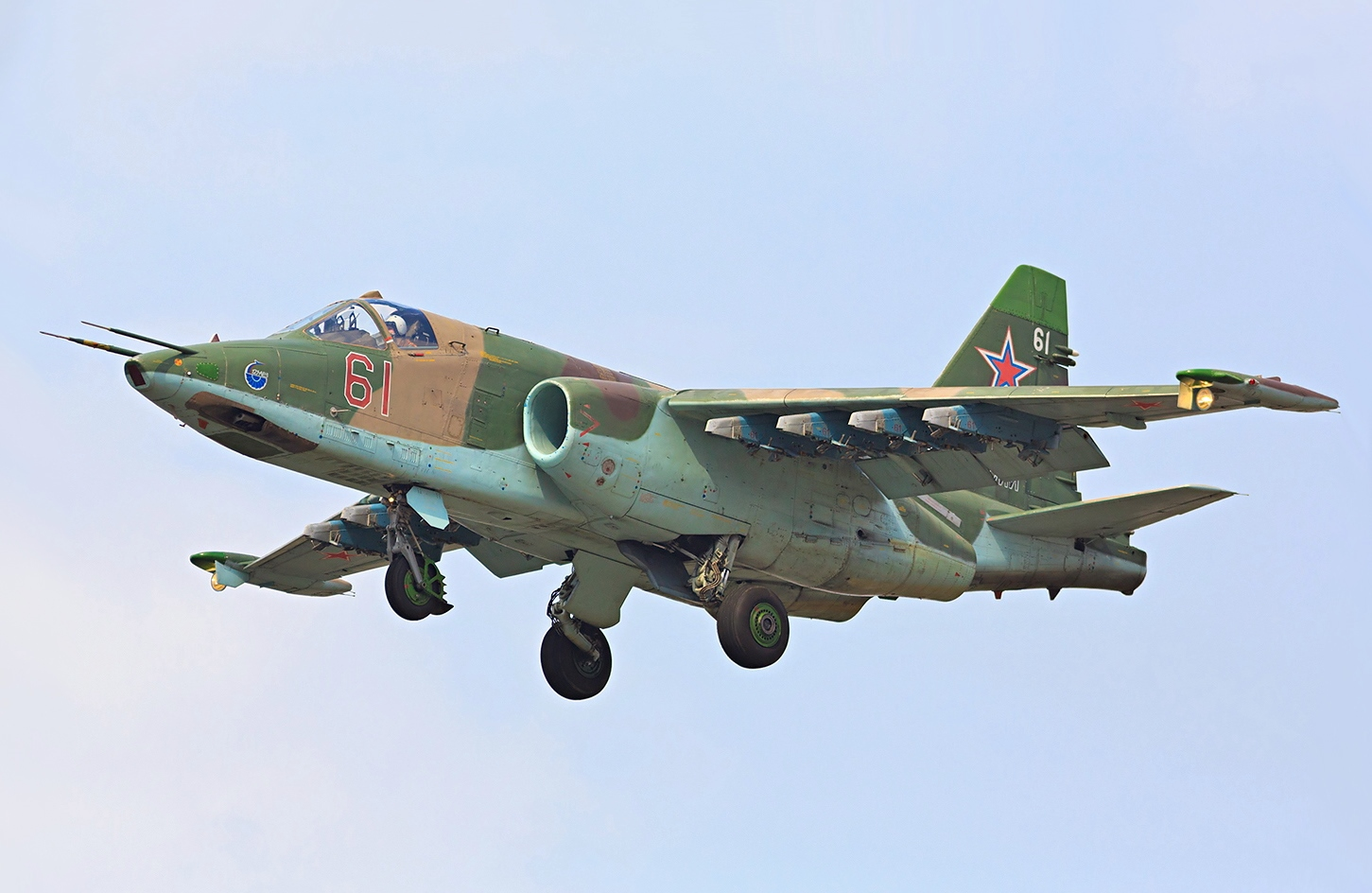
un avion Soukhoï Su-25 russe

Un avion russe (probablement un Su-25) a été détruit à l'aide d'un lance-missiles portatif de fabrication étrangère dans la région de Bakhmout, oblast de Donetsk,  où les combats font rage. L'état-major ukrainien revendique également d'avoir coulé deux bateaux russes dans le sud de l'Oblast de Kherson. Selon eux, ces navires étaient en mission de sabotage sur le Dnipro. Selon l’état-major ukrainien, l'armée russe a perdu 18 bâtiments depuis février 2022.
Les services de renseignement britanniques estiment que les deux dernières semaines font partie des plus meurtrières pour l'armée russe, ils affirment que « l’augmentation des pertes russes est probablement due à une série de facteurs, notamment le manque d’effectifs qualifiés, de coordination et de ressources sur le front, comme on peut le constater à Vouhledar et à Bakhmout. ».

### 13 février
Selon la présidente moldave, Maia Sandu, « Le plan de Moscou prévoit des attaques d’édifices étatiques et des prises d’otages par des saboteurs au passé militaire camouflés en civil. L'objectif est de renverser l'ordre constitutionnel et de remplacer le pouvoir légitime de Chișinău par un pouvoir illégitime. ».
Dans un communiqué, le ministère des Affaires étrangères russe dément « ces affirmations qui sont absolument infondées et sans preuve et accuse, en outre, l'Ukraine d’être à l'origine de cette désinformation, pour nourrir les tensions entre Moscou et Chișinău ».
Oleksiy Dmytrashkivskyi, chef du centre de presse conjoint des forces de défense de la direction de Tavriïsk, déclare à Politico, que la 155e brigade d'infanterie de marine une unité d'élite, aurait perdu de 150 à 300 marines par jour près de Vouhledar, oblast de Donetsk,.

### 14 février
Un rapport de l'Observatoire des conflits (en) fait état de la « relocalisation » , de transferts et de déplacements sous la contrainte d'au moins 6 000 enfants ukrainiens.
En Moldavie le parti populiste prorusse d'Ilan Șor a annoncé la tenue de manifestations antigouvernementales dimanche dans la capitale moldave Chisinãu.
Selon le ministère de la défense britannique « l'avancée tactique russe de Wagner ne progresserait que peu au sud de la ville Bakhmout, que les Ukrainiens continuent de défendre. Au nord, dans le secteur de Kreminna-Svatove, de l'oblast de Louhansk, les forces russes poursuivent leurs efforts offensifs, bien que chaque attaque locale reste à une échelle trop réduite pour réaliser une percée significative. Dans l’ensemble, le tableau opérationnel actuel suggère que les forces russes reçoivent l'ordre d'avancer dans la plupart des secteurs, mais qu'elles n'ont pas accumulé une puissance de combat offensive suffisante sur un axe donné pour obtenir un effet décisif ».

### 15 février

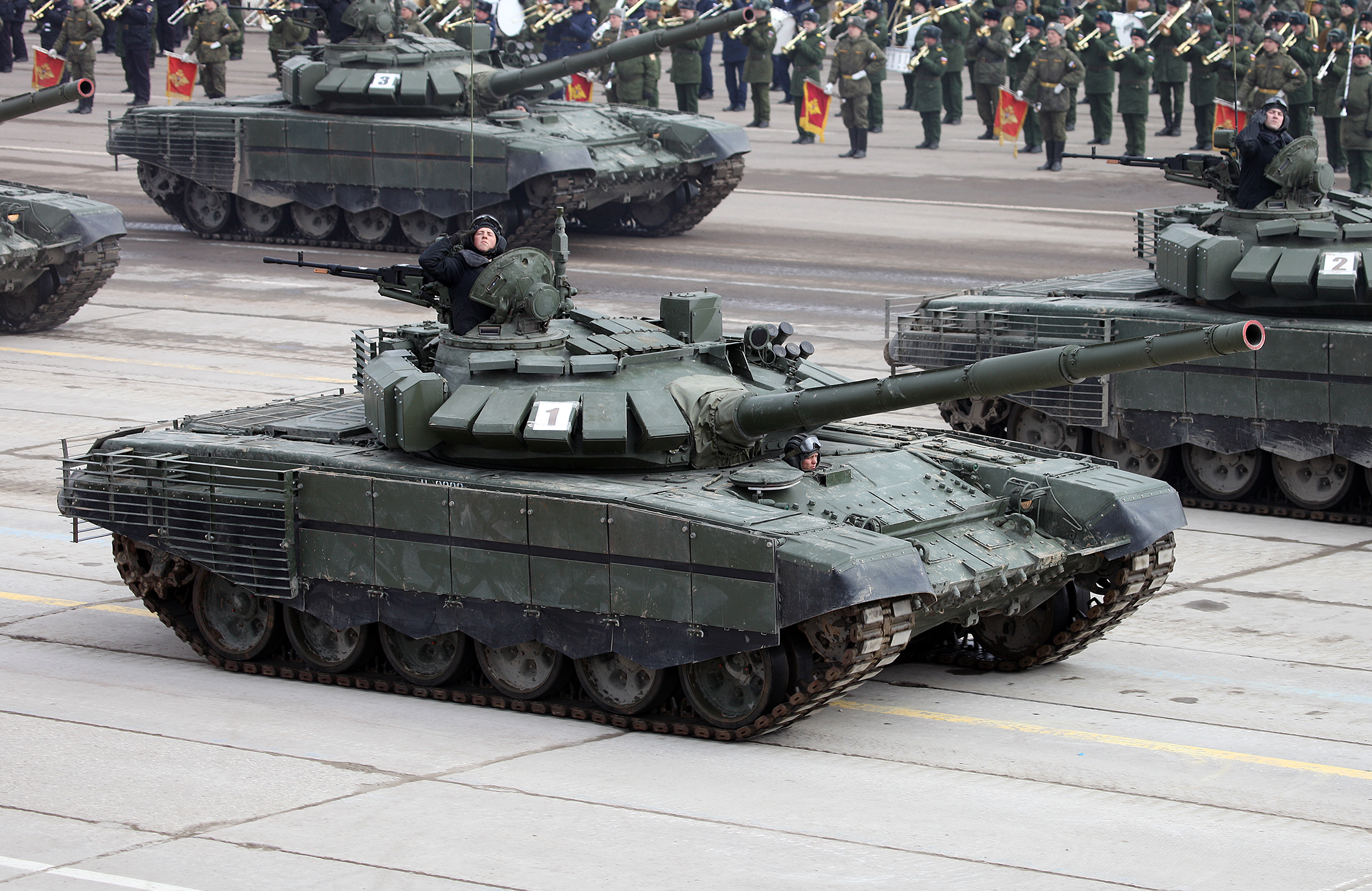

L'administration militaire de la capitale ukrainienne déclare que « six ballons russes ont été repérés mercredi au-dessus de Kyïv et la plupart ont été abattus par la défense antiaérienne ».
La Russie rassemble des avions et des hélicoptères près de la frontière avec l'Ukraine.
Un bombardement russe sur un immeuble résidentiel fait un mort et douze blessés à Pokrovsk, oblast de Donetsk.

### 16 février

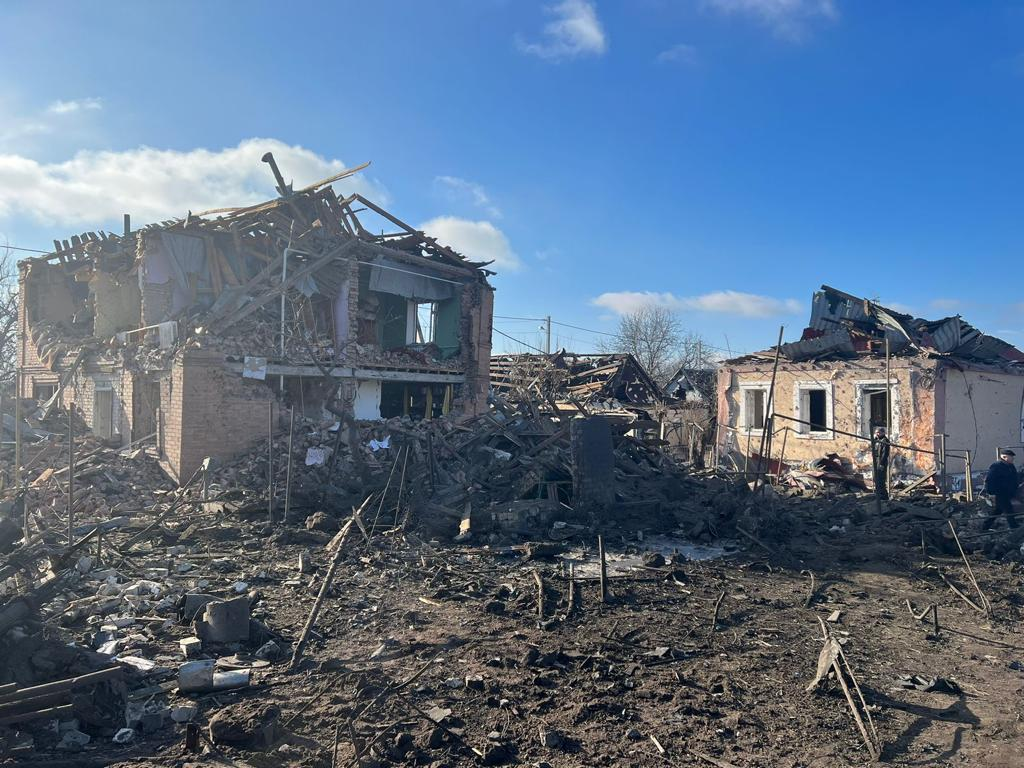
Maisons à Pavlohrad après le bombardement dans la nuit du 16 février

Selon un rapport de l'institut international d'études stratégiques, l'armée russe aurait perdu au moins la moitié de ses chars depuis le début de l'invasion de l'Ukraine, y compris les modèles modernes T-72B3 et T-72B3M (ru).
Alexandre Loukachenko a déclaré « Je suis prêt à combattre avec les Russes depuis le territoire de la Biélorussie uniquement dans un cas : si ne serait-ce qu'un soldat arrive de là-bas [de l'Ukraine], avec une arme sur notre territoire pour tuer nos gens ».
32 missiles de croisière russes ont été lancés sur l’Ukraine dans la nuit de mercredi à jeudi, sur Lviv, Krementchouk et Pavlograd.

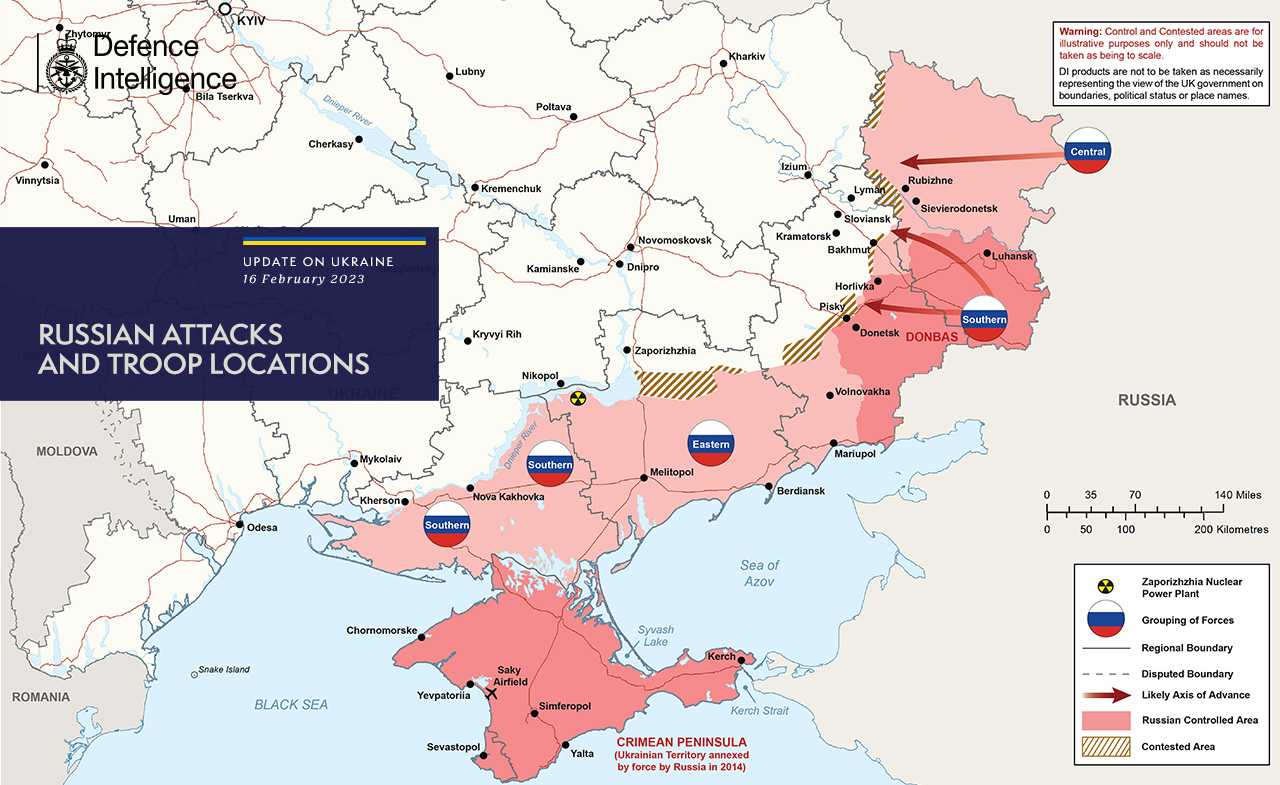
Situation au 16 février 2023

### 17 février
Le ministère de la défense britannique affirme que « jusqu’à 60 000 soldats russes pourraient avoir été tués » depuis le début de l'offensive en Ukraine et que « le nombre de victimes russes a considérablement augmenté depuis septembre 2022, lorsque la mobilisation “partielle” a été imposée. ».
Selon l'état-major général des forces armées ukrainiennes, des instructeurs iraniens seraient arrivés à Louhansk pour former l'armée russe à l'utilisation des drones Shahed iraniens.
Le site d'investigation The Insider et le quotidien Le Monde affirment que l'enseigne de grande distribution française Auchan aurait nourri gratuitement l'armée de Vladimir Poutine.  La direction du groupe Auchan dément ces affirmations,.
La direction du groupe Mulliez indique auprès de l'Agence France-Presse « très « surprise » après la publication de l'enquête du site d'investigation The Insider et du quotidien Le Monde qui révèle comment des marchandises vendues par deux de ses sociétés, Auchan et Leroy Merlin, qui ravitaillent des forces armées russes sur le front ukrainien ».
Le ministre des Affaires étrangères ukrainien, Dmytro Kuleba rappelle avoir appelé au « boycott d'Auchan » dès le début de la guerre, en raison du maintien de l'enseigne de grande distribution en Russie. Il a également ajouté « Apparemment, les pertes d’emploi en Russie sont plus importantes que les morts en Ukraine »,,.

### 18 février
Le ministère de la défense russe annonce : « Dans la direction de Koupiansk, à la suite d’actions offensives des unités du groupe “Ouest”, la localité de Hryanykivka (uk), dans la région de Kharkiv, a été complètement libérée ».
Le gouvernement américain estime que 9 000 combattants du groupe Wagner auraient été tués depuis l'invasion de l'Ukraine par la Russie.

### 19 février
Le ministre des armées français a déclaré, dans un entretien « que les chars légers AMX-10 promis par la France allaient être livrés dès la fin de la semaine prochaine ».

### 20 février

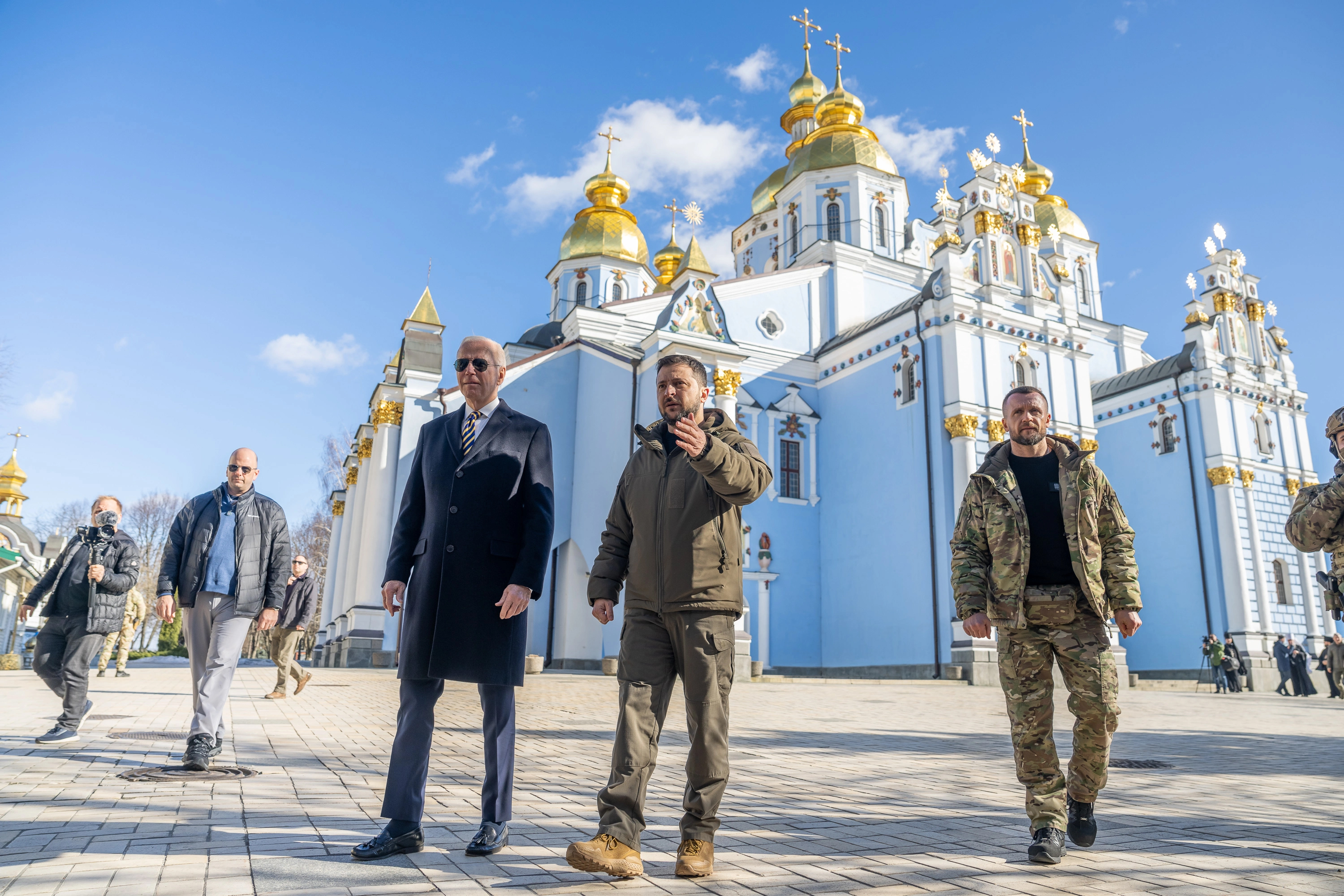
Les Présidents Biden et Zelensky, à droite, devant le Monastère Saint-Michel-au-Dôme-d'Or.

Visite surprise du président américain Joe Biden à Kyïv, arrivé par train, qui quitte la capitale ukrainienne en début d'après-midi pour Varsovie,.

### 21 février
Giorgia Meloni, Première ministre du gouvernement italien est en visite à Kyïv.
Vladimir Poutine prend la parole devant les parlementaires russes, critiquant notamment l'Occident, le jour même, Poutine suspend la participation de la Russie à l'accord New Start  (réduction des armes stratégiques).
Joe Biden prend également la parole à Varsovie, en Pologne, assurant qu'il n'y aura pas de victoire russe.
Giorgia Meloni, la Première ministre italienne, a pris le train dans la nuit depuis la Pologne et arrive à Kyïv à midi,.
Le ministère de la Défense russe confirme l'intégration officielle des unités des républiques populaires de Donetsk (RPD) et de Lougansk (RPL) dans les forces armées russes.
Evgueni Prigojine accuse la hiérarchie militaire russe de vouloir détruire le groupe Wagner qui semble être en concurrence avec l'armée russe.

### 22 février
Selon Oleh Synehoubov, le gouverneur de l'oblast de Kharkiv, plusieurs missiles ont été tirés depuis Belgorod, en Russie, sur Kharkiv.
L'Espagne va donner un lot de six chars Leopard 2A4 à l'Ukraine.

### 23 février
Le ministre de la défense finlandais, Mikko Savola, annonce l’envoi de trois chars démineurs Leopard 2 à Kyïv.
Poutine promet la mise en service du missile Sarmat en 2023, dont le dernier essai a échoué.

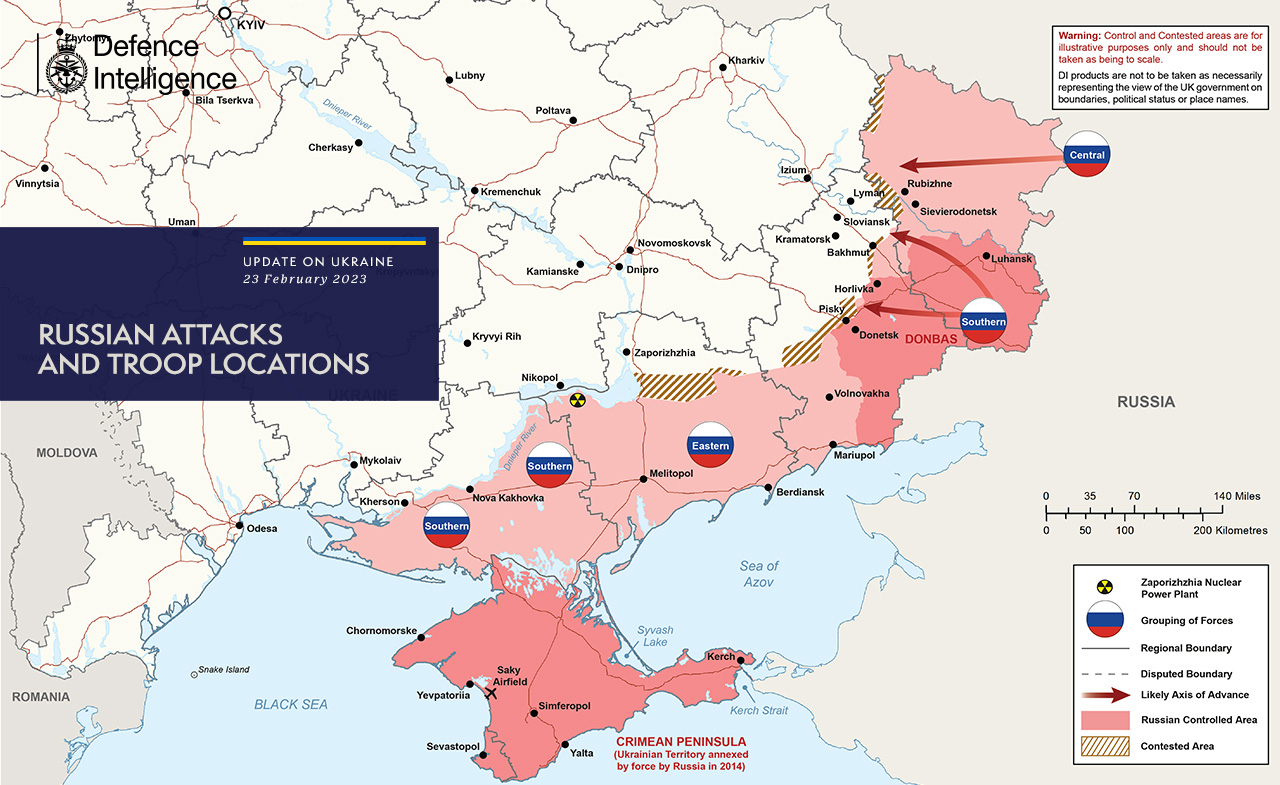
Situation au 23 février 2023

### 24 février

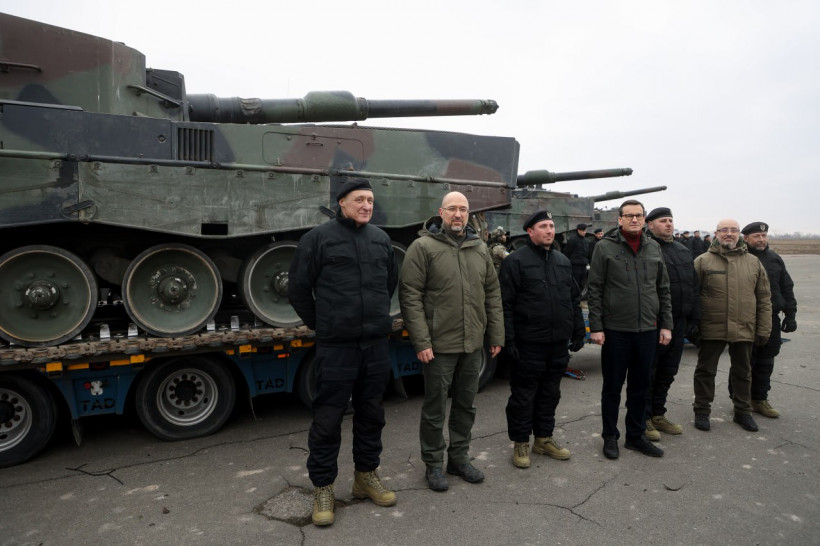
Denys Chmyhal et Oleksii Reznikov réceptionnant des Leopard 2A4 de la 4e brigade blindée ukrainienne.

Un an après l'invasion, Washington renforce ses sanctions contre la Russie, de nombreux pays tels que la Pologne et la Finlande livrent des chars à l'Ukraine.
Dmitri Medvedev déclare que la Russie est prête à aller jusqu'aux frontières de la Pologne.
La Suède va fournir une dizaine de chars Leopard 2A5 ainsi que des systèmes antiaériens Iris-T et Hawk à l'Ukraine.
Le ministère des Affaires étrangères russe que « La Russie répliquera à toute provocation militaire ukrainienne dans la région séparatiste prorusse de Transnistrie, en Moldavie » affirmant que Kyïv est en train de « masser des hommes et du matériel militaire dans le secteur ». Le premier ministre moldave, Dorin Recean, avait demandé le retrait des troupes russes présentes en Transnistrie, provoquant la colère du Kremlin. Les autorités moldaves proeuropéennes avaient précédemment accusé Moscou de fomenter un coup d’Etat en Moldavie, des allégations démenties côté russe.
Les premiers chars Leopard polonais ont été livrés à l’Ukraine.
Le Pentagone indique avoir livré dernièrement :
- des munitions supplémentaires pour les systèmes de roquettes d’artillerie à haute mobilité (HIMARS);
- Des obus d'artillerie supplémentaires de 155 mm;
- Des munitions pour systèmes de roquettes à guidage laser;
- Des drones CyberLux K8;
- Des drones Switchblade 600;
- Des drones Altius-600;
- Des drones Jump 20;
- Du matériel de détection de drones et de guerre électronique;
- Du matériel de déminage;
- Du matériel d’appui aux communications sécurisées;
- Du financement de la formation, de l’entretien et du soutien.

### 25 février
Evguéni Prigojine, revendique la prise par le groupe Wagner du village de Iaguidné, situé à la périphérie nord de Bakhmout, oblast de Donetsk.

### 26 février
Selon Svetlana Tikhanovskaïa candidate d'opposition lors de élection présidentielle biélorusse de 2020, actuellement en exil, « des partisans (…) ont confirmé le succès d’une opération spéciale visant à faire exploser un avion militaire de détection russe rare, l'A-50, sur la base de Minsk-Matchoulichtchi, près de Minsk » en Biélorussie.

### 27 février
Une attaque russe de drones fait deux morts et trois blessés à Khmelnytsky dans l'ouest de l'Ukraine.
Les forces russes intensifient les bombardements dans les régions de Bilohorivka, Svatove et Kreminna, situées dans l'oblast de Louhansk, sous contrôle ukrainien.
Le Président Volodymyr Zelensky reconnait que « la situation de Bakhmout devient de plus en plus compliquée. L’ennemi détruit systématiquement tout ce qui peut être utilisé pour protéger nos positions ».

### 28 février
Le général ukrainen Oleksandr Syrskyi indique « La situation est extrêmement tendue autour de Bakhmout. Malgré des pertes importantes, l'ennemi a envoyé à l'attaque les unités les mieux préparées du groupe Wagner qui tentent de percer la défense de nos troupes et d'encercler la ville. Dans les combats pour Bakhmout, nos soldats montrent de nombreux exemples de résilience, de courage et d'héroïsme ».
Le ministère de la Défense britannique évoque la perte d'un avion militaire de détection A-50 Mainstay russe, qui aurait été endommagé par des attaques de drones sur la base aérienne de Matchoulichtchi le 26 février dernier.

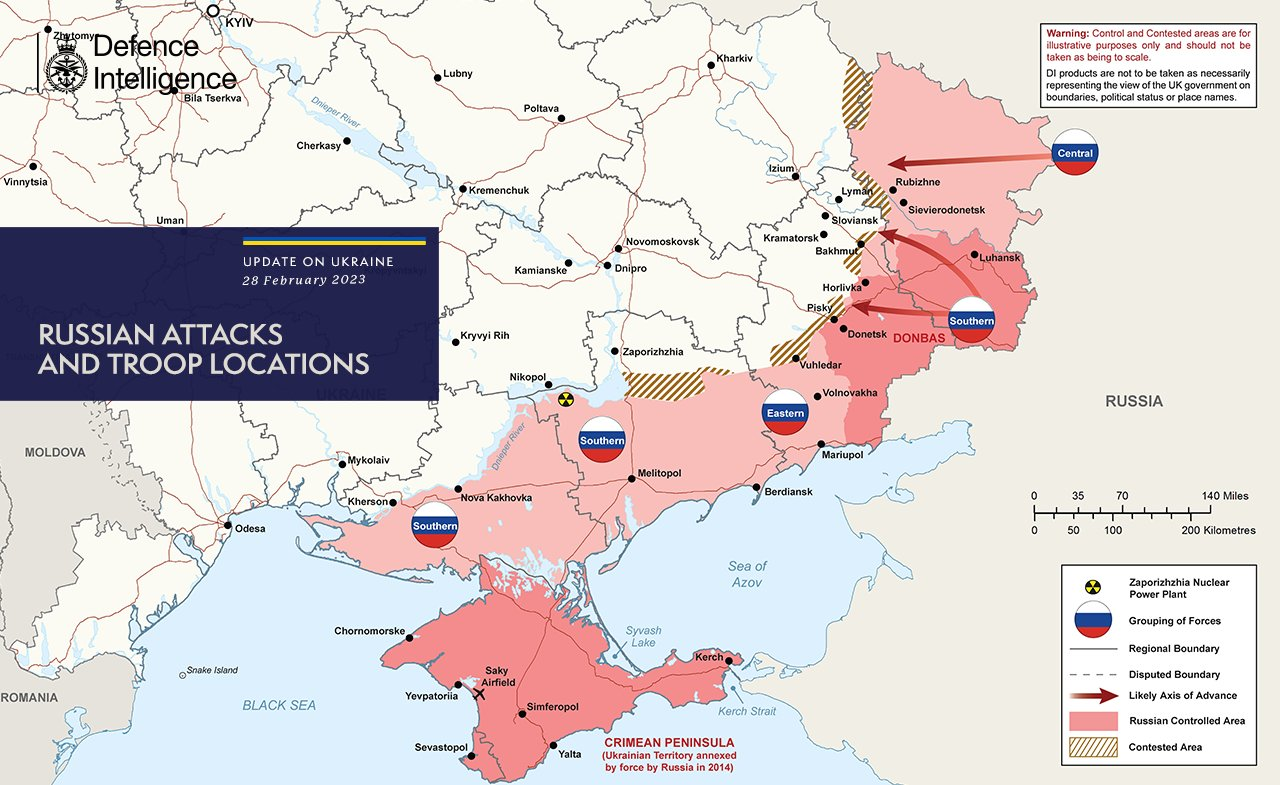
Situation au 28 février 2023

### Mars 2023
Pour les événements suivants, voir Chronologie de l'invasion de l'Ukraine par la Russie (mars 2023).